# Copa de las Naciones (1930)
La Copa de las Naciones (en francés: Coupe des Nations) fue una competición internacional europea de clubes de fútbol realizada en 1930 en la ciudad de Ginebra en Suiza.
Fue organizada por el equipo Servette Genève como celebración de su 40.º aniversario fundacional y para la inauguración de su Stade des Charmilles, por lo que invitó a los mejores conjuntos de Europa. Acudieron cinco campeones nacionales de liga, dos de copa nacional y tres importantes representantes del resto de naciones, pero dejando al margen a británicos y escandinavos. Es una precursora de la Copa de Europa —fundada en 1955—, junto con la Copa Mitropa y la Copa Latina, entre otras. Transcurrió en el mismo mes que la primera edición de la Copa Mundial de Fútbol, desarrollada por la FIFA en Uruguay, a la cual varias de las selecciones europeas invitadas no pudo asistir debido a los altos costos que implicaba el viaje en barco a través del océano Atlántico y la grave crisis económica de la Gran Depresión que había afectado al mundo en el último año —participaron Bélgica, Francia, Rumania y Yugoslavia—.
En representación española acudió el Real Unión Club de Irún al declinar el campeón Athletic Club y el resto de equipos punteros la invitación, posiblemente por los compromisos de la selección. Reforzado con jugadores de otros clubes locales los españoles perdieron su eliminatoria con el Újpesti Torna Egylet (es: Asociación Gimnástica de Ujpest), vigentes campeones de la Copa Mitropa y considerados como mejor equipo europeo en la época, por un resultado de 3-1. Luis Regueiro fue el autor del tanto español. Sin embargo venció al cansado Football Club de Sète en una eliminatoria de repesca por 5-1, tras haber disputado los franceses un partido hace escasos días de 140 minutos. Un hat-trick de Regueiro y dos tantos de Juan Echevarría cerraron el resultado a favor de los irundarras antes de caer eliminados en cuartos de final por el Sportovní Klub Slavia Praga quien les venció por 2-1 haciendo insuficiente el gol de René Petit. Cerraron su participación en cuartos de final tras tres partidos en cuatro días que fueron demasiados para las aspiraciones del conjunto vasco, el cual sin embargo cerró una gran actuación. La final fue la misma que la acontecida en la Copa Mitropa proclamando nuevamente al Újpesti T. E. como el club referencia en el continente, y en general a los clubes centroeuropeos.

## Participantes
- First Vienna FC
- FC Sète
- AGC Bologna
- Go Ahead
- Real Unión Irún
- Servette FC
- R. CS Brugeois
- Slavia Prague
- SpVgg Fürth
- Újpest FC

## Final
| Fecha      | Equipo #1 | Resultado | Equipo #2 |
| ---------- | --------- | --------- | --------- |
| 6 de Julio | Újpest    | 3 – 0     | Slavia    |